# Lavenay
Lavenay est une ancienne commune française, située dans le département de la Sarthe en région Pays de la Loire, peuplée de 305 habitants. Elle est devenue commune déléguée de Loir-en-Vallée le 1er janvier 2017.
La commune fait partie de la province historique du Maine, et se situe dans le Haut-Maine.

## Géographie
Lavenay est une commune du sud de la Sarthe située à 50 km au sud-est du Mans, 50 km au nord de Tours et 36 km à l'ouest de Vendôme. La commune est bordée par le Loir, le Tusson et la Braye. Le lieu-dit Pont-de-Braye situé entre Lavenay et Poncé-sur-le-Loir, près du confluent de la Braye et du Loir, est rattaché administrativement à Lavenay.

### Communes limitrophes
|                     | Bessé-sur-Braye                 |                      |
| La Chapelle-Gaugain | Lavenay                         |                      |
| Poncé-sur-le-Loir   | Couture-sur-Loir (Loir-et-Cher) | Sougé (Loir-et-Cher) |

## Toponymie
Lavenay doit son nom à Lavienus, officier romain, a qui a été confié la mise en valeur d'un domaine agricole en 25 ap. J.-C.

## Histoire
Antiquité – Lavenay était située sur la voie romaine reliant Le Mans à Tours, et desservant notamment le camp romain de Sougé, tout proche. L'ancienne route est encore appelée aujourd'hui "La Grande Voie".
XVè siècle – Construction de l’église de Lavenay, dédiée à Saint-Julien (elle sera plus tard dédiée également à Saint-Pierre). L’église sera agrandie vers 1830 (agrandissement du chœur, ajout d’un bas-côté).
XVè siècle – La famille du Bellay rachète le fief Bréhaut et le fief Mouton, joignant ainsi à la seigneurie de la Flotte l’essentiel du territoire de Lavenay, qu’ils conserveront jusqu’au XVIIè siècle. Cette famille a compté de nombreux dignitaires du royaume (chambellan du roi Louis XI, évêques, lieutenant du roi pour la province du Maine, etc.) et bien sûr le poète Joachim du Bellay.
XVIè siècle – René du Bellay fait rebâtir le château de la Flotte.
1608 – Renée du Bellay épouse Charles de Hautefort. Leur fille, Marie de Hautefort, fille d’honneur de la reine Anne d’Autriche, se fait bientôt remarquer par l’affection que lui porte le roi. Mais s’étant attiré la disgrâce du Cardinal de Richelieu, elle est exilée à la Flotte de 1639 à 1643.
1647 – Fondation d’un collège, grâce au legs d’Antoine Huau, qui souhaitait « contribuer autant qu’il luy est possible à faire instruire les enfants de la paroisse de Lavenay aux bonnes lettres et principes de la foy ». Le collège sera fermé à la révolution.
1648 – Installation d’une communauté de moines Camaldules dans les bois de la Flotte, sur le lieu présumé où saint Rimay aurait vécu en ermite au VIIè siècle
1670 – Un loup enragé fait 4 victimes dans le village (3 hommes et une femme).
1818 – Ouverture de la route de Bessé-sur-Braye à Pont-de-Braye
1823 – Installation d’une communauté des Sœurs de la Charité de Notre-Dame d’Evron au manoir Sainte-Croix. Elles ouvrent une école qui enseigne aux filles « les principes de la religion, l’histoire, la grammaire, l’arithmétique, la géographie, la musique vocale et instrumentale, le dessin et toutes sortes d’ouvrages manuels utiles et d’agrément », et apportent des soins à domiciles aux pauvres et aux malades. Les sœurs d’Evron devront quitter Lavenay en 1907, à la suite de la loi de séparation des Églises et de l'Etat et de l'interdiction des congrégations enseignantes.
1853 – Construction de la nouvelle école.
1871 – Combats entre troupes françaises et prussiennes à Lavenay le 8 janvier 
1881 – Arrivée du chemin de fer à Lavenay (ligne ferroviaire Blois – Pont-de-Braye, dont le tronçon entre Trôo et Pont-de-Braye sera interrompu en 1952)
1940 – Le clocher de l’église est gravement endommagé par le tir de canons allemands : il sera reconstruit quelques années plus tard.
1944 - Le hameau de Pont-de-Braye au sud de la commune est bombardé le 18 juin par des avions anglais visant un train de munition allemand, plusieurs maisons sont détruites.
Le 1er janvier 2017, la commune fusionne avec La Chapelle-Gaugain, Poncé-sur-le-Loir et Ruillé-sur-Loir pour former la commune nouvelle de Loir-en-Vallée.

## Politique et administration
| Période                                  | Période          | Identité              | Étiquette | Qualité                          |
| ---------------------------------------- | ---------------- | --------------------- | --------- | -------------------------------- |
| (avant 1937)                             | ?                | Fernand Durand        | SFIO      | Ancien chef de gare, cultivateur |
| (avant 2001)                             | mars 2008        | Jean-Pierre Guillaume |           |                                  |
| mars 2008                                | mars 2014        | France Ruzé           | SE        | Responsable de gestion retraitée |
| mars 2014                                | 31 décembre 2016 | Michel Guillonneau    | SE        |                                  |
| Les données manquantes sont à compléter. |                  |                       |           |                                  |

## Démographie
L'évolution du nombre d'habitants est connue à travers les recensements de la population effectués dans la commune depuis 1793. À partir du 1er janvier 2009, les populations légales des communes sont publiées annuellement dans le cadre d'un recensement qui repose désormais sur une collecte d'information annuelle, concernant successivement tous les territoires communaux au cours d'une période de cinq ans. 
Pour les communes de moins de 10 000 habitants, une enquête de recensement portant sur toute la population est réalisée tous les cinq ans, les populations légales des années intermédiaires étant quant à elles estimées par interpolation ou extrapolation. Pour la commune, le premier recensement exhaustif entrant dans le cadre du nouveau dispositif a été réalisé en 2008,.
En 2021, la commune comptait 305 habitants, en évolution de −11,85 % par rapport à 2015 (Sarthe : +1,37 %, France hors Mayotte : +2,49 %).
| 1793 | 1800 | 1806 | 1821 | 1831 | 1836 | 1841 | 1846 | 1851 |
| ---- | ---- | ---- | ---- | ---- | ---- | ---- | ---- | ---- |
| 600  | 611  | 619  | 554  | 632  | 615  | 582  | 551  | 510  |

| 1856 | 1861 | 1866 | 1872 | 1876 | 1881 | 1886 | 1891 | 1896 |
| ---- | ---- | ---- | ---- | ---- | ---- | ---- | ---- | ---- |
| 504  | 481  | 441  | 433  | 406  | 465  | 464  | 465  | 460  |

| 1901 | 1906 | 1911 | 1921 | 1926 | 1931 | 1936 | 1946 | 1954 |
| ---- | ---- | ---- | ---- | ---- | ---- | ---- | ---- | ---- |
| 493  | 504  | 504  | 417  | 483  | 520  | 434  | 366  | 385  |

| 1962 | 1968 | 1975 | 1982 | 1990 | 1999 | 2008 | 2013 | 2018 |
| ---- | ---- | ---- | ---- | ---- | ---- | ---- | ---- | ---- |
| 366  | 282  | 308  | 325  | 318  | 357  | 362  | 350  | 343  |

| 2019 | - | - | - | - | - | - | - | - |
| ---- | - | - | - | - | - | - | - | - |
| 341  | - | - | - | - | - | - | - | - |

## Lieux et monuments

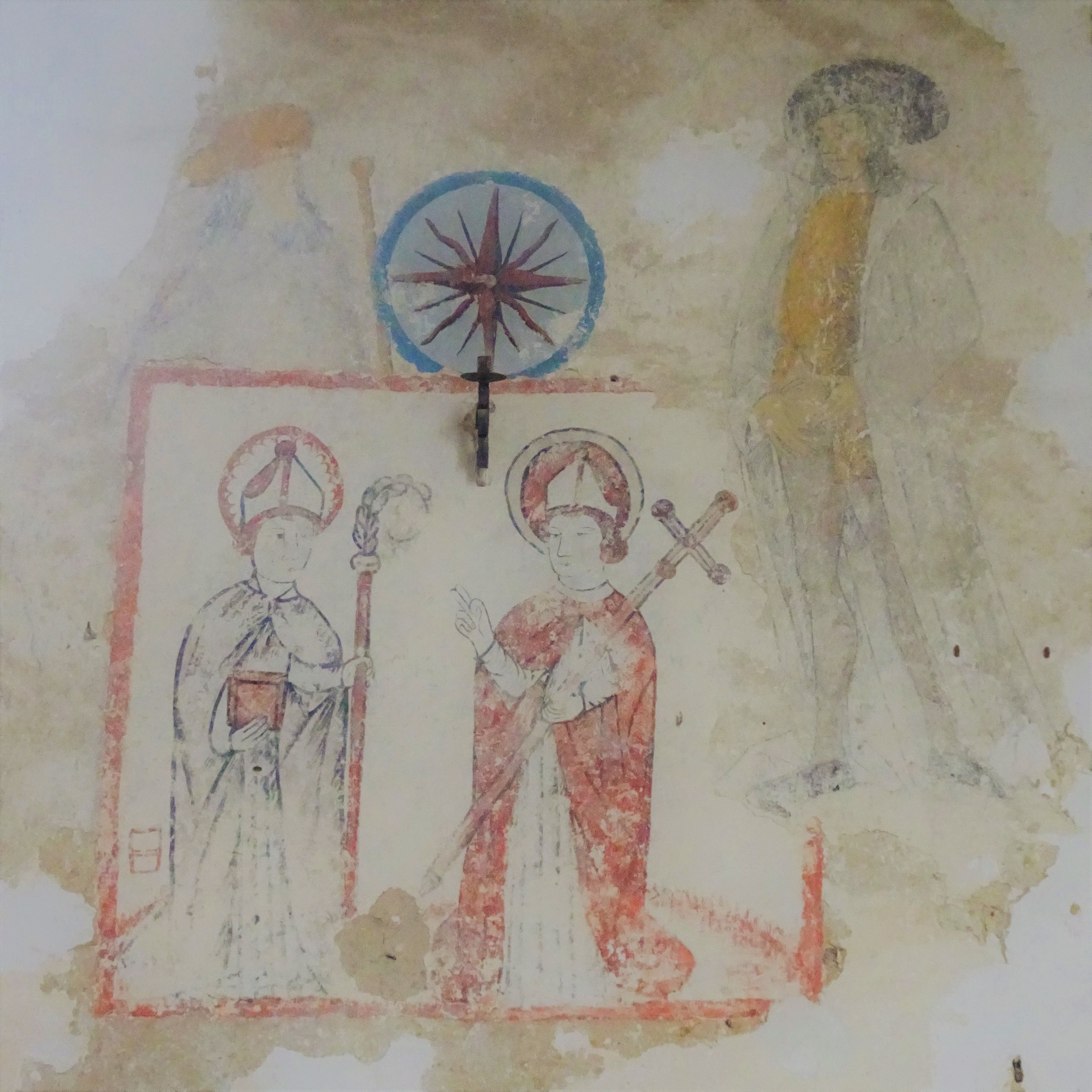
Fresque murale dans l'église de Lavenay

- Château de La Flotte, XVIè siècle, sur une base plus ancienne.
- Église Saint-Pierre-et-Saint-Julien (inscrite aux Monuments Historiques), construite au XVè siècle, peut être sur une base plus ancienne, ornée de fresques murales datant de la Renaissance et redécouvertes dans les années 1950 sous le badigeon, ainsi que d’une litre funéraire. Elle est agrandie vers 1830. Le clocher est fortement endommagé par le tir d’un canon allemand en 1940, et réparé après la guerre.
- Manoir Sainte-Croix, XVè siècle : siège de la chapellenie du même nom, vendu comme bien national à la révolution, il accueille au XIXè siècle une communauté des sœurs d’Evron qui ouvrent une école pour filles dans un bâtiment annexe.
- Plusieurs lavoirs et moulins à eau sur le Tusson dans le bourg, et dans la vallée de la Flotte.